# Port Chalmers
Port Chalmers (en maori: Koputai) és el principal port de la ciutat neozelandesa de Dunedin i un suburbi dins d'aquesta ciutat. Després de la reorganització administrativa local de 1980, es va convertir en un suburbi de la ciutat de Dunedin, encara que molts dels seus habitants ho solen considerar una població a part. Posseeix una població de 1.335 habitants segons el cens de 2006.Port Chalmers es troba a 11,6 quilòmetres del centre de Dunedin.

## Geografia
Port Chalmers es localitza a 11,55 quilòmetres del nucli de Dunedin. Es localitza al nord de la badia d'Otago i forma un cap fent-lo el suburbi del nord de la ciutat més proper a la península d'Otago. Les illes Quarantine i Goat es troben al sud-est de Port Chalmers. Carey's Bay es localitza directament al nord de Port Chalmers, mentre que Sawyers Bay es localitza directament a l'oest.
S'ubica a 300,10 quilòmetres de la ciutat més poblada de l'illa del Sud, Christchurch; a 605,28 quilòmetres de la capital neozelandesa, Wellington; i a 1.056,19 quilòmetres de la ciutat neozelandesa més poblada, Auckland.

## Demografia
Segons el cens de 2006 Port Chalmers tenia 1.335 habitants, un decreixement de 30 habitants (2,2%) des del cens de 2001. Hi havia 597 llars habitades a Port Chalmers.
De la població de Port Chalmers, 642 (48,1%) eren homes i 693 (51,9%) eren dones. Les persones majors de 64 anys formaven el 13,3% de la població, comparat amb el 12,3% nacionalment; les persones menors de 15 anys formaven el 19,8% de la població, comparat amb el 21,5% nacionalment.
Les ètnies de Port Chalmers eren (amb figures nacionals en parèntesis): 84,9% europeus (67,6%); 8,7% maoris (14,7%); 1,4% asiàtics (9,2%); 2,1% illencs pacífics (6,9%); 0,5% de l'Orient Pròxim, Llatinoamèrica o Àfrica (0,9%) i 11,1% d'una altra ètnia (11,1%).
Port Chalmers tenia un atur de 6,1% per persones majors de 14 anys, més que la figura nacional mitjana de 5,1%. El sou anual mitjà de persones majors de 14 anys era de 20.600$, comparat amb 24.400$ nacionalment. D'aquestes, un 49,1% tenien un sou anual de menys de 20.001$, comparat amb 43,2% nacionalment; mentre que un 11,8% tenien un sou anual d'igual o de més de 50.000$, comparat amb un 18,0% nacionalment.

## Clima
| Paràmetres climàtics mitjans de Port Chalmers | Paràmetres climàtics mitjans de Port Chalmers | Paràmetres climàtics mitjans de Port Chalmers | Paràmetres climàtics mitjans de Port Chalmers | Paràmetres climàtics mitjans de Port Chalmers | Paràmetres climàtics mitjans de Port Chalmers | Paràmetres climàtics mitjans de Port Chalmers | Paràmetres climàtics mitjans de Port Chalmers | Paràmetres climàtics mitjans de Port Chalmers | Paràmetres climàtics mitjans de Port Chalmers | Paràmetres climàtics mitjans de Port Chalmers | Paràmetres climàtics mitjans de Port Chalmers | Paràmetres climàtics mitjans de Port Chalmers | Paràmetres climàtics mitjans de Port Chalmers |
| Mes                                           | Gen.                                          | Feb.                                          | Mar.                                          | Abr.                                          | Mai.                                          | Jun.                                          | Jul.                                          | Ago.                                          | Set.                                          | Oct.                                          | Nov.                                          | Des.                                          | Anual                                         |
| --------------------------------------------- | --------------------------------------------- | --------------------------------------------- | --------------------------------------------- | --------------------------------------------- | --------------------------------------------- | --------------------------------------------- | --------------------------------------------- | --------------------------------------------- | --------------------------------------------- | --------------------------------------------- | --------------------------------------------- | --------------------------------------------- | --------------------------------------------- |
| Temperatura diària màxima °C (°F)             | 17 (62,6)                                     | 17 (62,6)                                     | 16 (60,8)                                     | 14 (57,2)                                     | 12 (53,6)                                     | 10 (50)                                       | 9 (48,2)                                      | 10 (50)                                       | 11 (51,8)                                     | 13 (55,4)                                     | 14 (57,2)                                     | 16 (60,8)                                     | 13,3 (55,9)                                   |
| Temperatura diària mínima °C (°F)             | 12 (53,6)                                     | 12 (53,6)                                     | 11 (51,8)                                     | 10 (50)                                       | 8 (46,4)                                      | 6 (42,8)                                      | 6 (42,8)                                      | 6 (42,8)                                      | 7 (44,6)                                      | 8 (46,4)                                      | 9 (48,2)                                      | 11 (51,8)                                     | 8,8 (47,8)                                    |
| Precipitació total mm (polzades)              | 63,2 (2,5)                                    | 48,8 (1,9)                                    | 41,4 (1,6)                                    | 45,6 (1,8)                                    | 36,9 (1,5)                                    | 42,5 (1,7)                                    | 36,4 (1,4)                                    | 43,8 (1,7)                                    | 32,4 (1,3)                                    | 50,5 (2)                                      | 66,5 (2,6)                                    | 54,6 (2,1)                                    | 562,3 (22,1)                                  |
| Font: World Weather Online                    |                                               |                                               |                                               |                                               |                                               |                                               |                                               |                                               |                                               |                                               |                                               |                                               |                                               |

## Política

### Local
Localment, Port Chalmers es localitza al districte electoral de Waikouaiti Coast-Chalmers del Dunedin City Council. En les eleccions locals de 2010 l'independent Andrew Noone guanyà amb el 57,21% del vot de la circumscripció. En segon lloc quedà Geraldine Tait amb el 42,79% del vot.

### Nacional
Nacionalment, Port Chalmers es localitza a la circumscripció electoral general de Dunedin North i a la circumscripció electoral maori de Te Tai Tonga de la Cambra de Representants de Nova Zelanda.
Dunedin North es considera una circumscripció políticament liberal. Des de les eleccions de 1978 ha guanyat sempre el Partit Laborista, i el Partit Nacional no ha guanyat des de les eleccions de 1975. Des de les eleccions de 2011 ha guanyat sempre David Clark. En les eleccions de 2011 Clark guanyà amb el 44,25% del vot de la circumscripció. En segon lloc quedà Michael Woodhouse del Partit Nacional amb el 32,35% del vot.
Te Tai Tonga també es considera una circumscripció liberal. Des de les eleccions de 1999, amb l'excepció de les eleccions de 2008, ha guanyat sempre el Partit Laborista. El Partit Maori no hi ha guanyat des de les eleccions de 2008. Des de les eleccions de 2011 ha guanyat sempre Rino Tirikatene. En les eleccions de 2011 Tirikatene guanyà amb el 40,62% del vot de la circumscripció. En segon lloc quedà Rahui Katene del Partit Maori amb el 31,79% del vot.